# Emil Boye
Emil Gustaf Boye, född 2 mars 1866 i Göteborgs Kristine församling, död 4 september 1948 i Göteborgs Tyska församling, var en svensk ingenjör. 
Emil Boye var son till direktören Eduard Boye och Hilda, ogift Lundgren, bror till Fritz Boye och farbror till Karin Boye. 
Boye blev elev vid Chalmers tekniska läroanstalt 1884 och företog efter avgångsexamen 1887 studieresor i Belgien, USA, Storbritannien, Frankrike och Tyskland. Han var anställd på verkstäder i Antwerpen och Chicago 1888–1889 och grundade tillsammans med Harald Thoresen handelsfirman Boye & Thoresen i Göteborg 1889, vilken 1894 övergick i Boye & Thoresens Elektriska AB, för vilket han var verkställande direktör. Han var kamrerare och kontorschef vid Göteborgs stads byggnadskontor från 1903. 
Emil Boye gifte sig 1916 med Elsa Amanda Nilsson (1891–1964). Han ligger begravd på Östra kyrkogården i Göteborg.